# Rees's Cyclopædia
La Rees 's Cyclopaedia, de títol complet The Cyclopaedia; or, Universal Dictionary of Arts, Sciences, and Literature, va ser una important enciclopèdia britànica de segle xix editada pel reverend Abraham Rees (1743-1825), ministre presbiterià i erudit que havia editat edicions anteriors de la Chambers 's Cyclopaedia.
La Cyclopaedia Rees és important avui dia per la informació que conté, en particular, sobre la ciència i la tecnologia de l'època.

## Història
Va aparèixer, per parts, entre gener de 1802 i agost de 1820, i comprèn 39 volums de text, 5 volums de gravats i làmines i un atles. Conté al voltant de 39 milions de paraules, i més de 500 dels articles són monogràfics. Una edició americana, amb 42 volums de text i 6 de làmines va ser publicat per Samuel Bradford de Filadèlfia entre 1806 i 1822, amb material addicional americà.
Va ser escrita per prop de 100 col·laboradors, la majoria dels quals eren inconformistes. Eren especialistes en els seus camps, que abasten les arts i les humanitats, l'agricultura, la ciència, la tecnologia i la medicina. Els seus plaques de gravat són especialment fines, sent el treball d'artistes com John Farey, Jr., i el gravador Wilson Lowry.
En el moment de la seva publicació la Rees Cyclopaedia es pensava que era subversiva, i els editors van haver de subratllar el seu patriotisme per ser anglesos.